# Isabelle Boulay
Pour les articles homonymes, voir Boulay.
Isabelle Boulay, née le 6 juillet 1972 à Sainte-Félicité (Québec), est une chanteuse canadienne. Elle se fait connaître grâce aux albums États d'amour et Mieux qu'ici-bas. Elle a vendu au cours de sa carrière plus de 4,5 millions de disques à travers la francophonie. Lors de ses tournées, elle a chanté dans des salles prestigieuses comme la Place des Arts, l'Olympia de Paris ou encore l'Amphithéâtre de Carthage.

## Biographie

### Enfance et concours (1972-1994)

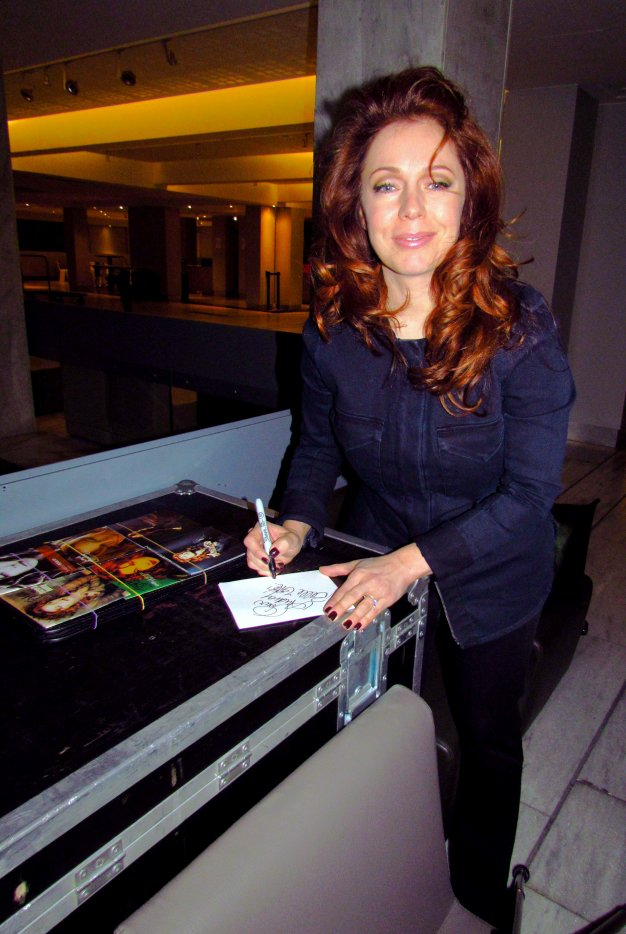
Isabelle Boulay en 2012 (Belgique) dédicace d'avant concert pour un admirateur.

Isabelle Boulay est l'aînée d'une famille de trois enfants. Très jeune, elle commence à chanter dans la salle de quilles de ses parents et dès l'âge de sept ans elle se produit régulièrement sur scène. Le 24 décembre 1980, une tragédie bouleverse sa vie : son père est victime d'un grave accident de la route, il reste longtemps à l’hôpital. Diminué et déprimé, il quitte la maison familiale pour aller vivre dans le bois. Isabelle Boulay le voit de temps en temps après son départ. Il meurt en janvier 1995.
En 1990, elle remporte haut la main le Festival en chanson de Petite-Vallée. Ses amis l'y ont inscrite par surprise alors qu'elle s'apprête à quitter leur région natale pour étudier la littérature à Québec. Elle se fait remarquer par un journaliste, Josélito Michaud, qui prend en charge la carrière d'Isabelle. Elle remporte en 1991, le Festival international de la chanson de Granby en y interprétant Amsterdam de Jacques Brel. La même année, elle est invitée aux FrancoFolies de Montréal. En août 1993, elle gagne le trophée de la chanson francophone au concours de la Truffe d'argent, à Périgueux.

### Débuts de carrière (1995-1996)
En 1995, à 23 ans, elle fonde une maison de disque indépendante québécoise avec Josélito Michaud et Grégory Charles : Les Disques Sidéral. En 1996, Isabelle Boulay prête sa voix à la chanteuse Alys Robi dans la série télévisée du même nom, se faisant connaître ainsi du public québécois. La même année, son premier album, intitulé Fallait pas, entièrement composé par Daniel Deshaime, est mal reçu par la critique.
En parallèle, Luc Plamondon la remarque et lui offre le rôle de Marie-Jeanne dans la reprise de son opéra-rock Starmania. Elle tient le rôle pendant 350 représentations, en France principalement. 

### Consécration (1997-2005)
C'est avec son deuxième album, États d'amour, sorti en 1998, qu'elle rencontre le succès au Québec et en France, principalement avec le titre Je t'oublierai, je t'oublierai mais également Le saule, La lune et États d'amour. 
En 2000, l'album Mieux qu'ici-bas lui permet de se faire mieux connaître en Europe : en France, l'album se vend à plus d'un million d'exemplaires et est certifié disque de diamant. Le premier single, Parle-moi, se classe n°2 en France et n°1 en Belgique.
Jean-Jacques Goldman l'invite alors à rejoindre la troupe des Enfoirés. Elle participe à trois spectacles : L'Odyssée des Enfoirés (2001), Tous dans le même bateau (2002) et Le Train des Enfoirés (2005).
En 2002, elle interprète Depuis le premier jour, chanson-thème du film québécois Séraphin : Un homme et son péché écrite par Luc Plamondon et Michel Cusson. La fin de l'année 2002 marque la fin de son association avec Josélito Michaud.
En 2004, après un an de repos, elle publie l'album Tout un jour, plus pop, incluant les chansons C'est quoi, c'est l'habitude, Tout au bout de nos peines (en duo avec Johnny Hallyday) et Un autre jour. La même année, elle anime avec Stéphane Rousseau l'émission spéciale Soir de fête - Noël au Canada diffusée sur France 2 et TQS.

### De retour à la sourceetNos lendemains(2006-2008)
En 2006, elle est invitée à jouer aux côtés de Marc Labrèche et Anne Dorval dans l'émission Le cœur a ses raisons pour deux épisodes dans lesquels elle joue Googie McPherson, une hôtesse de l'air.
L'année suivante, elle sort l'album country De retour à la source, soutenu par les titres Entre Matane et Bâton Rouge et Adrienne.
En 2008, elle rejoint parmi plusieurs interprètes féminines la chanteuse canadienne Anne Murray pour Duets : Friends & Legend dans lequel elle enregistre le duo bilingue Si jamais je te revois. Elle sort également l'album Nos lendemains. La même année, elle est honorée par le maire de son village natal où elle reçoit la médaille de l'Assemblée nationale du Québec pour sa contribution aux Arts de la scène. 

### Chansons pour les mois d'hiveretLes Grands espaces(2009-2012)

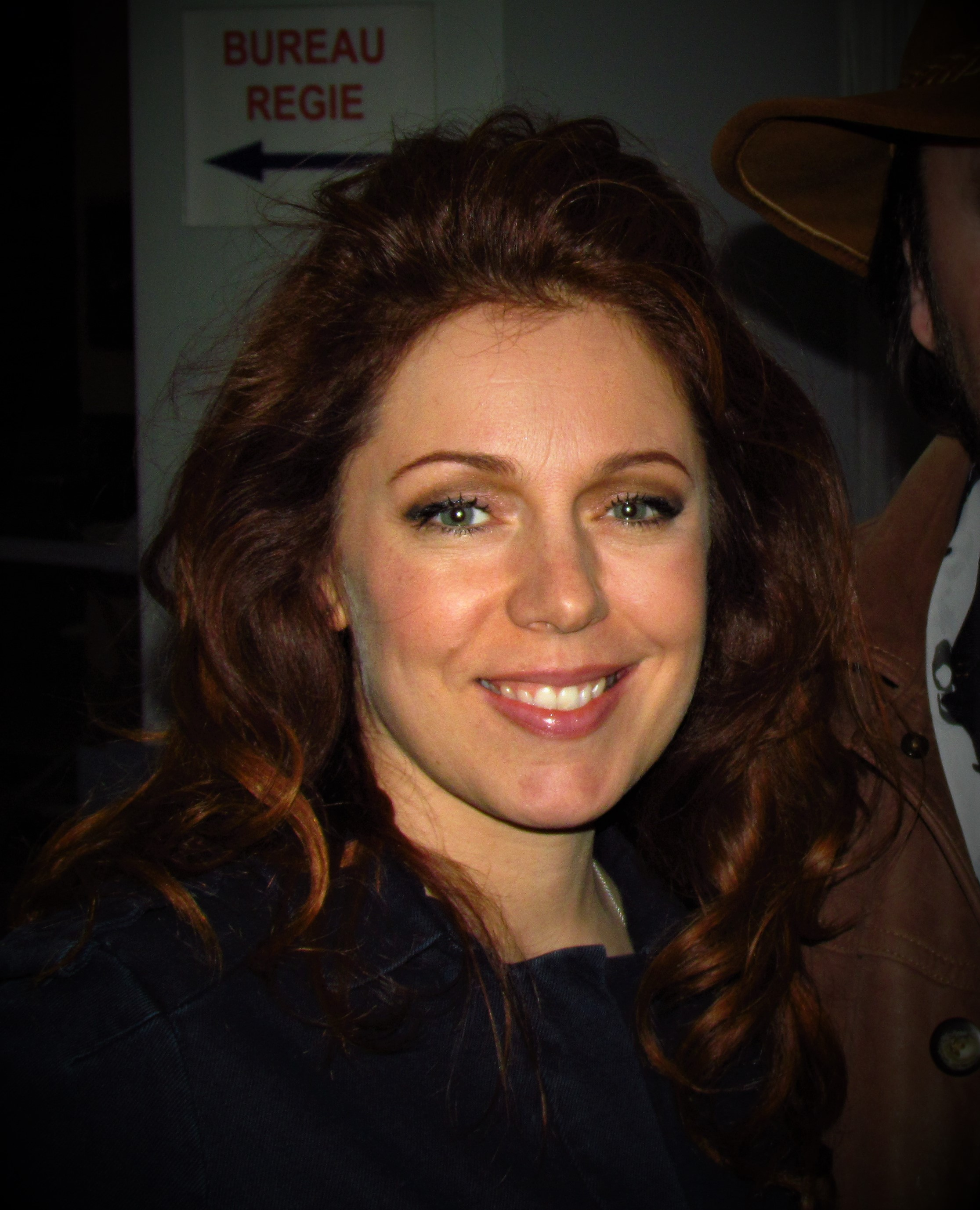
Isabelle Boulay en 2012 Belgique (Bruxelles)

En novembre 2009, la chanteuse publie Chansons pour les mois d'hiver, un album de Noël composé de chansons originales.
En novembre 2011, Isabelle Boulay publie l'album folk Les Grands Espaces, composé de 15 titres mêlant reprises et morceaux originaux. Le premier extrait, Fin octobre, début novembre est suivi de Jolie Louise. Cet album est le fruit de maintes collaborations : les inédits sont signés Jean-Louis Murat, Michel Rivard et Steve Marin, tandis que Benjamin Biolay y œuvre à la fois comme réalisateur et auteur. En plus de partager un duo avec lui sur Summer Wine, elle revisite les succès de Phil Spector, Daniel Lanois, Lee Hazlewood, Julien Clerc, Etta James, Françoise Hardy et Hubert Mounier. Elle enregistre True Blue à Nashville, en duo avec Dolly Parton.
Le 20 mars 2012, Jacques Chagnon, le président de l’Assemblée nationale du Québec et vice-président de l’Assemblée parlementaire de la Francophonie, lui remet les insignes de chevalier de l'ordre de la Pléiade.
Le 19 septembre 2012, Vincent Vallières l'invite à partager la scène avec lui et l'Orchestre symphonique de Montréal.

### La Voix, Merci Serge ReggianietEn vérité(2013-)

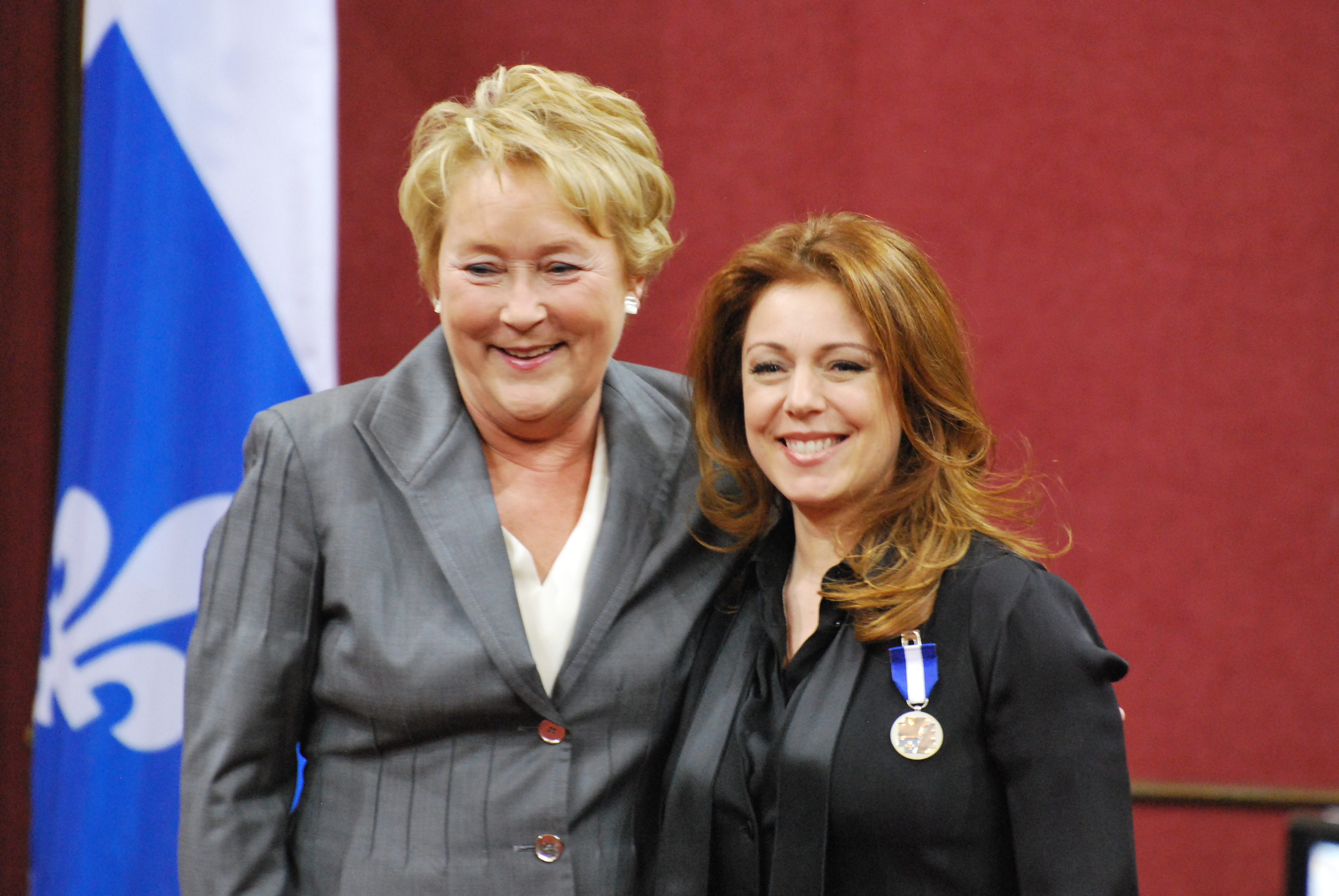
Isabelle Boulay et Pauline Marois lors de la cérémonie de remise de l'Ordre national du Québec en juin 2013.

En 2013, la première ministre du Québec Pauline Marois la décore de l'insigne de chevalière de l'Ordre national du Québec.
L'année suivante, elle devient coach pour La Voix II, diffusée sur TVA. Elle remporte cette deuxième édition avec Yoan Garneau. Elle reprend son poste en janvier 2015 pour la saison 3, aux côtés de Marc Dupré, Éric Lapointe et Pierre Lapointe. Elle réinterprète également les chansons du chanteur et comédien Serge Reggiani dans l'album Merci Serge Reggiani.
En juillet 2015, elle annonce qu'elle cède son siège de coach à Ariane Moffatt en prévision de la quatrième saison de La Voix. Elle est de retour pour la cinquième saison.
En 2017, elle publie l'album En vérité, incluant le titre Un souvenir.
Le 11 décembre 2017, elle est annoncée comme l'une des trois jurés composant le jury français de l'émission Destination Eurovision, devant se dérouler en janvier 2018 sur France 2, afin de désigner la chanson qui représentera la France à l'Eurovision 2018.

## Vie privée
Entre 2000 et 2003, elle est en couple avec l’humoriste canadien Stéphane Rousseau.
Par la suite, elle est en couple avec son producteur Marc-André Chicoine avec lequel elle a un fils nommé Marcus, né en octobre 2008.
Elle partage sa vie depuis 2016 avec l'avocat et homme politique français Éric Dupond-Moretti.

## Discographie

### Singles
| Année | Titre                                               | FRA | BE/W | SUI | Album                                                |
| ----- | --------------------------------------------------- | --- | ---- | --- | ---------------------------------------------------- |
| 1996  | J'enrage                                            | -   | -    | -   | Fallait pas                                          |
| 1996  | La vie devant toi                                   | -   | -    | -   | Fallait pas                                          |
| 1996  | Et mon cœur en prend plein la gueule                | -   | -    | -   | Fallait pas                                          |
| 1996  | Tu n'as pas besoin                                  | -   | -    | -   | Fallait pas                                          |
| 1996  | Un peu d'innocence                                  | -   | -    | -   | Fallait pas                                          |
| 1998  | Je t'oublierai, je t'oublierai                      | 33  | -    | -   | États d'amour                                        |
| 1998  | Le Saule                                            | -   | -    | -   | États d'amour                                        |
| 1999  | La Lune                                             | -   | -    | -   | États d'amour                                        |
| 1999  | J'ai mal à l'amour                                  | -   | -    | -   | États d'amour                                        |
| 1999  | États d'amour                                       | -   | -    | -   | États d'amour                                        |
| 2000  | Tombée de toi (avec France D'Amour)                 | -   | -    | -   | Scènes d'amour                                       |
| 2000  | Parle-moi                                           | 2   | 1    | -   | Mieux qu'ici-bas                                     |
| 2001  | Un jour ou l'autre                                  | 31  | 22   | -   | Mieux qu'ici-bas                                     |
| 2001  | Quelques pleurs                                     | -   | -    | -   | Mieux qu'ici-bas                                     |
| 2001  | Jamais assez loin                                   | -   | -    | -   | Mieux qu'ici-bas                                     |
| 2001  | Mieux qu'ici-bas                                    | -   | -    | -   | Mieux qu'ici-bas                                     |
| 2002  | Sans toi                                            | -   | -    | -   | Ses plus belles histoires                            |
| 2003  | Depuis le premier jour                              | -   | -    | -   |                                                      |
| 2004  | C'est quoi, c'est l'habitude                        | -   | -    | -   | Tout un jour                                         |
| 2004  | Tout au bout de nos peines (avec Johnny Hallyday)   | 3   | 7    | 23  | Tout un jour                                         |
| 2005  | Une autre vie                                       | -   | -    | -   | Du temps pour toi                                    |
| 2005  | Emmène-moi au bout du monde (avec Claude Léveillée) | -   | -    | -   | Le temps d'une chanson... le temps de dire Je t'aime |
| 2006  | Du temps pour toi                                   | -   | -    | -   | Du temps pour toi                                    |
| 2007  | Entre Matane et Bâton Rouge                         | -   | -    | -   | De retour à la source                                |
| 2007  | Adrienne                                            | -   | -    | -   | De retour à la source                                |
| 2008  | Ton histoire                                        | 14  | 39   | -   | Nos lendemains                                       |
| 2008  | Dieu des amours                                     | -   | -    | -   | Nos lendemains                                       |
| 2008  | Où est ma vie ?                                     | -   | -    | -   | Nos lendemains                                       |
| 2009  | Je ne t'en veux pas                                 | -   | -    | -   | Nos lendemains                                       |
| 2009  | Chansons pour les mois d'hiver                      | -   | -    | -   | Chansons pour les mois d'hiver                       |
| 2009  | Marie-Noël                                          | -   | -    | -   | Chansons pour les mois d'hiver                       |
| 2010  | L'Amitié                                            | -   | -    | -   | Chansons pour les mois d'hiver                       |
| 2011  | Fin octobre, Début novembre                         | 78  | 44   | -   | Les grands espaces                                   |
| 2012  | Jolie Louise                                        | -   | -    | -   | Les grands espaces                                   |
| 2012  | Les grands espaces                                  | -   | -    | -   | Les grands espaces                                   |
| 2014  | Il suffirait de presque rien                        | 165 | -    | -   | Merci Serge Reggiani                                 |
| 2014  | Ma Liberté                                          | -   | -    | -   | Merci Serge Reggiani                                 |
| 2017  | Un souvenir                                         | -   | -    | -   | En vérité                                            |

#### Collaborations
- 2001 : Le Temps, avec Elsa Lunghini, sur l'album 2001, l'Odyssée des Enfoirés
- 2001 : Chanter, avec Florent Pagny, sur l'album 2 de ce dernier
- 2002 : We Will Rock You, avec David Hallyday, sur l'album Tous dans le même bateau des Enfoirés
- 2003 : L’hymne à l'amour, avec Charles Aznavour
- 2003 : Quand on revient de là, avec Serge Lama, sur l'album Pluri'elles de ce dernier
- 2005 : |Qui a le droit..., avec Patrick Bruel, sur l'album Le Train des Enfoirés
- 2006 : Parle-moi, avec les 500 choristes, sur l'album 500 choristes, vol. 2
- 2008 : C'est ma vie, avec Salvatore Adamo, sur l'album Le Bal des gens bien de ce dernier
- 2013 : La Berceuse du petit diable, avec Roch Voisine, sur l'album Duophonique de ce dernier
- 2017 : Ma Solitude, avec Jean-François Zygel, sur l'album L'Achimiste de ce dernier

## Vidéographie
- 1996 : J'enrage
- 1996 : Un peu d'innocence
- 1998 : Le Saule
- 1998 : Je t'oublierai, je t'oublierai
- 2000 : Parle-moi
- 2000 : Un jour ou l'autre
- 2001 : Mieux qu'ici-bas
- 2001 : Sans toi
- 2001 : Quelques pleurs
- 2004 : C'est quoi c'est l'habitude
- 2004 : Une autre vie
- 2005 : Tout au bout de nos peines
- 2007 : Simplement tout
- 2008 : Ton histoire
- 2008 : Dieu des amours
- 2009 : Chanson pour les mois d'hiver
- 2011 : Fin octobre, début novembre
- 2014 : Il suffirait de presque rien
- 2014 : Ma liberté
- 2017 : Un souvenir

## Distinctions

### Gala de l'ADISQ

#### artistique
| Année | Catégorie                                                         | Pour                                   | Résultat   |
| ----- | ----------------------------------------------------------------- | -------------------------------------- | ---------- |
| 1996  | Album populaire de l'année                                        | Alys Robi - Bande sonore               | Nomination |
| 1996  | Révélation de l'année                                             | Isabelle Boulay                        | Nomination |
| 1997  | Interprète féminine de l'année                                    | Isabelle Boulay                        | Nomination |
| 1997  | Spectacle de l'année (interprète)                                 | Isabelle Boulay                        | Nomination |
| 1998  | Album pop/rock de l'année                                         | États d'amour                          | Nomination |
| 1998  | Chanson populaire de l'année                                      | Je t'oublierai, je t'oublierai         | Nomination |
| 1998  | Interprète féminine de l'année                                    | Isabelle Boulay                        | Nomination |
| 1998  | Spectacle de l'année (interprète)                                 | États d'amour                          | Nomination |
| 1999  | Album de l'année (meilleur vendeur)                               | États d'amour                          | Nomination |
| 1999  | Artiste québécois s'étant le plus illustré hors Québec            | Isabelle Boulay                        | Nomination |
| 1999  | Chanson populaire de l'année                                      | Le saule                               | Nomination |
| 1999  | Interprète féminine de l'année                                    | Isabelle Boulay                        | Lauréat    |
| 1999  | Spectacle de l'année (interprète)                                 | Isabelle Boulay fait une scène d'amour | Nomination |
| 1999  | Vidéoclip de l'année                                              | Le saule                               | Nomination |
| 2000  | Album de l'année (meilleur vendeur)                               | États d'amour                          | Nomination |
| 2000  | Album de l'année (meilleur vendeur)                               | Scènes d'amour                         | Nomination |
| 2000  | Album populaire de l'année                                        | Scènes d'amour                         | Lauréat    |
| 2000  | Chanson populaire de l'année                                      | J'ai mal à l'amour                     | Nomination |
| 2000  | Interprète féminine de l'année                                    | Isabelle Boulay                        | Lauréat    |
| 2001  | Album de l'année (meilleur vendeur)                               | Mieux qu'ici-bas                       | Nomination |
| 2001  | Album populaire de l'année                                        | Mieux qu'ici-bas                       | Lauréat    |
| 2001  | Artiste québécois s'étant le plus illustré hors Québec            | Isabelle Boulay                        | Nomination |
| 2001  | Chanson populaire de l'année                                      | Jamais assez loin                      | Nomination |
| 2001  | Interprète féminine de l'année                                    | Isabelle Boulay                        | Lauréat    |
| 2001  | Spectacle de l'année (interprète)                                 | Mieux qu'ici-bas                       | Lauréat    |
| 2001  | Vidéoclip de l'année                                              | Un jour ou l'autre                     | Nomination |
| 2002  | Album de l'année (meilleur vendeur)                               | Mieux qu'ici-bas                       | Nomination |
| 2002  | Artiste québécois s'étant le plus illustré hors Québec            | Isabelle Boulay                        | Nomination |
| 2002  | Chanson populaire de l'année                                      | Jamais assez loin                      | Nomination |
| 2002  | Interprète féminine de l'année                                    | Isabelle Boulay                        | Lauréat    |
| 2002  | Vidéoclip de l'année                                              | Mieux qu'ici-bas                       | Nomination |
| 2003  | Album populaire de l'année                                        | Ses plus belles histoires              | Nomination |
| 2003  | Interprète féminine de l'année                                    | Isabelle Boulay                        | Lauréat    |
| 2005  | Album populaire de l'année                                        | Tout un jour                           | Nomination |
| 2005  | Artiste québécois s'étant le plus illustré hors Québec            | Isabelle Boulay                        | Lauréat    |
| 2005  | Interprète féminine de l'année                                    | Isabelle Boulay                        | Nomination |
| 2005  | Spectacle de l'année (interprète)                                 | Tout un jour                           | Lauréat    |
| 2006  | Interprète féminine de l'année                                    | Isabelle Boulay                        | Nomination |
| 2007  | Album country de l'année                                          | De retour à la source                  | Lauréat    |
| 2007  | Album de l'année (meilleur vendeur)                               | De retour à la source                  | Nomination |
| 2007  | Chanson populaire de l'année                                      | Entre Matane et Bâton Rouge            | Nomination |
| 2007  | Interprète féminine de l'année                                    | Isabelle Boulay                        | Lauréat    |
| 2007  | Spectacle de l'année (interprète)                                 | De retour à la source                  | Lauréat    |
| 2008  | Album de l'année (meilleur vendeur)                               | Nos lendemains                         | Nomination |
| 2008  | Album populaire de l'année                                        | Nos lendemains                         | Nomination |
| 2008  | Artiste québécois s'étant le plus illustré hors Québec            | Isabelle Boulay                        | Lauréat    |
| 2008  | Chanson populaire de l'année                                      | Ton histoire                           | Nomination |
| 2008  | Interprète féminine de l'année                                    | Isabelle Boulay                        | Lauréat    |
| 2008  | Spectacle de l'année (interprète)                                 | Ta route est ma route                  | Lauréat    |
| 2010  | Album de l'année (meilleur vendeur)                               | Chansons pour les mois d'hiver         | Nomination |
| 2010  | Album de reprises de l'année                                      | Chansons pour les mois d'hiver         | Nomination |
| 2010  | Chanson populaire de l'année                                      | Chanson pour les mois d'hiver          | Nomination |
| 2010  | Interprète féminine de l'année                                    | Isabelle Boulay                        | Nomination |
| 2011  | Interprète féminine de l'année                                    | Isabelle Boulay                        | Nomination |
| 2011  | Spectacle de l'année (interprète)                                 | Comme ça me chante                     | Nomination |
| 2012  | Album de reprises de l'année                                      | Les grands espaces                     | Nomination |
| 2012  | Artiste québécois s'étant le plus illustré hors Québec            | Isabelle Boulay                        | Nomination |
| 2012  | Chanson populaire de l'année                                      | Fin octobre, début novembre            | Nomination |
| 2012  | Interprète féminine de l'année                                    | Isabelle Boulay                        | Nomination |
| 2012  | Spectacle de l'année (interprète)                                 | Les grands espaces                     | Nomination |
| 2014  | Interprète féminine de l'année                                    | Isabelle Boulay                        | Nomination |
| 2014  | Spectacle de l'année (interprète)                                 | Chants libres                          | Nomination |
| 2015  | Album de l'année (meilleur vendeur)                               | Merci Serge Reggiani                   | Nomination |
| 2015  | Album de réinterprétation de l'année                              | Merci Serge Reggiani                   | Nomination |
| 2015  | Interprète féminine de l'année                                    | Isabelle Boulay                        | Nomination |
| 2015  | Spectacle de l'année (interprète)                                 | Merci Serge Reggiani                   | Lauréat    |
| 2018  | Album adulte contemporain de l'année                              | En vérité                              | Nomination |
| 2018  | Artiste québécois de l'année s'étant le plus illustré hors Québec | Isabelle Boulay                        | Nomination |
| 2018  | Interprète féminine de l'année                                    | Isabelle Boulay                        | Nomination |
| 2018  | Spectacle de l'année (interprète)                                 | En vérité                              | Nomination |
| 2018  | Vidéo de l'année                                                  | Le garçon triste                       | Nomination |
| 2020  | Album de réinterprétation de l'année                              | En attendant Noël                      | Lauréat    |
| 2020  | Interprète féminine de l'année                                    | Isabelle Boulay                        | Nomination |

#### industriel
| Année | Catégorie                                   | Pour                                                                   | Résultat   |
| ----- | ------------------------------------------- | ---------------------------------------------------------------------- | ---------- |
| 2000  | Émission de télévision de l'année - chanson | Isabelle Boulay dans tous ses états (avec artistes variés)             | Nomination |
| 2000  | Émission de télévision de l'année - chanson | Le plaisir croit avec l'usage - Isabelle Boulay (avec artistes variés) | Nomination |
| 2008  | Scripteur de spectacle de l'année           | Isabelle Boulay pour Ta route est ma route                             | Lauréat    |

### Prix Juno[38]
| Année | Catégorie                       | Pour             | Résultat   |
| ----- | ------------------------------- | ---------------- | ---------- |
| 2001  | Meilleure interprète féminine   | Isabelle Boulay  | Nomination |
| 2001  | Album francophone le plus vendu | Mieux qu'ici-bas | Nomination |
| 2001  | Album francophone le plus vendu | Scènes d'amour   | Nomination |
| 2008  | Album francophone de l'année    | Nos lendemains   | Nomination |

### Victoires de la musique
| Année | Catégorie                               | Pour             | Résultat   |
| ----- | --------------------------------------- | ---------------- | ---------- |
| 2001  | Groupe ou artiste découverte de l'année | Isabelle Boulay  | Lauréat    |
| 2001  | Album découverte de l'année             | Mieux qu'ici-bas | Lauréat    |
| 2002  | Groupe ou artiste féminine de l'année   | Isabelle Boulay  | Nomination |

### Autres
- 2008 : Médaille de l'Assemblée nationale[39]